# Língua ahtna
A língua ahtna ou ahtena é uma língua na-dene falada pelo povo ahtna, na região do Rio Copper no Alasca. Essa língua também é conhecida como Copper River ou mednovskiy. Há 80 falantes da língua em um total de 500, o ahtna está em risco de extinção mas vêm sendo aprendida por muitos jovens na tentativa de mantê-la viva.
A língua ahtna consiste em quatro diferentes dialetos, três dos quatro ainda são falados hoje em dia.
Ahtna
A língua de Ahtna consiste em quatro dialetos diferentes: superior, central, inferior e ocidental. Três dos quatro ainda são falados hoje. Ahtna está intimamente relacionado com a língua Dena'ina.
O nome similar "Atnah" ocorre nos periódicos do explorador Simon Fraser e outros primeiros diaristas europeus no que é hoje Colúmbia Britânica como uma referência ao povo Tsilhqot'in, outro grupo da Norte-Atabascano.

## Classificação
Eyak-Atabascano, Atabascano, Northern Atabascano.

## História
Ahtna é uma das onze línguas atabascanas nativas do Alasca. Faz parte de uma família linguística chamada Diné. A língua de Ahtna vem de uma língua Atabascana primitiva possivelmente evoluindo de 5 mil a 10 mil anos atrás quando os humanos migraram da Eurásia para o Novo Mundo sobre o fundo do Mar de Bering (Beringia) quando foi secado e exposto, criando uma ponte de terra natural. Muitas línguas indígenas nativas americanas derivam dessa língua proto-atabascana, o navajo é uma língua derivada dessa língua primitiva e, conseqüentemente, o ahtna e o navajo têm muitas semelhanças. O idioma Ahtna mudou muito e com muita frequência, ainda está mudando hoje. No século passado, mais de cem palavras abriram caminho no vocabulário de Ahtna, principalmente devido às influências euro-americanas. O contato com os russos influenciou o idioma de Ahtna, com muitos empréstimos russos sendo introduzidos. Com o contato de falantes de inglês, especialmente recentemente, palavras em inglês também foram introduzidas. Algumas palavras também são emprestadas dos povos nativos Tlingit e Alutiiq do Alasca.

## Geografia
A região de Ahtna consiste na bacia do rio Copper e nas montanhas Wrangell. A região de Ahtna faz fronteira com o rio Nutzotin no nordeste e a cordilheira do Alasca no norte. As montanhas Talkeetna são para as montanhas Chugach são para o sul. O Ahtna Superior é falado parte superior do Rio Cooper, O Ahtna Médio ou Central um pouco abaixo do rio, o Ahtna Inferior perto da foz do Rio Copper, que se abre para o Golfo do Alasca, e o Ahtna Ocidental para o oeste do rio.
Existem cerca de 1000 pessoas hoje que se referem a si mesmas como povo Ahtna e cerca de 50 falantes. O povo Ahtna vive e aproxima-se das aldeias tradicionais. Há oito aldeias dentro da região de Ahtna: Cantwell, Chistochina, Chitina, Centro de Cooper, Gakona, Gulkana, Mentasta e Tazlina. Todos são reconhecidos pelo governo federal..

## Revitalização
Existem 80 falantes de uma população de 500 pessoas e a língua está em extinção. No entanto, muitos jovens estão aprendendo Ahtna para tentar manter a língua viva. A Escola Ya Ne Dah Ah em Sutton, Alasca ensina a língua de Ahtna como parte de seu currículo. As of 2010, a digital archiving project of Ahtna was underway. A ativista de direitos de subsistência e pesca Katie John (1915-2013) de Mentasta Lake, Alaska ajudou a desenvolver um alfabeto Ahtna na década de 1970 e gravou um guia de pronúncia do Dialeto Mentasta.

## Dialetos e tribos
Existem quatro divisões de dialetos principais e oito uniões tribais:
- Lower Ahtna (own name Atnahwt’aene)
  - Chitina/Taral - Tribo
  - Tonsina/Klutina - Tribo
- Central Ahtna ou Médio Ahtna (autônimo Dan’ehwt’aene)
  - Gulkona/Gakona - Tribo
- Oeste Ahtna (autônimo Tsaay Hwt’aene)
  - Tyone/Mendeltna - Tribo
  - Cantwell/Denali - Tribo
- Alto Ahtna (autônimo Tatl’ahwt’aene)
  - Rio Sanford/Chistochina - Tribo[12]
  - Slana/Batzulnetas - Tribo
  - Mentasta - Tribo[9]

## Vocabulário
A comparação de alguns nomes de animais nos três idiomas atabascanos: 
| Ahtna   | Tanacross | Baixo Tanana | significado      |
| udzih   | wudzih    | bedzeyh      | caribu           |
| ggax    | gah       | gwx          | coelho           |
| tsa’    | tsá’      | tso’         | castor           |
| dzen    | dzenh     | dzenh        | rato almiscarado |
| niduuyi | niidûuy   | niduuy       | lince            |
| debae   | demee     | deba         | carneiro dall    |
| sos     | shos      | sresr        | urso             |
| dliigi  | dlêg      | dlega        | esquilo          |
| łuk’ae  | łuk’a     | łuk’a        | salmão           |

## Gramática
As palavras que são aparentemente complexas podem ser pronunciadas usando padrões gramaticais ingleses simples. Por exemplo, "arroz é pronunciado [goo kenell-chee-nee], que literalmente (lit.) significa" se parece com vermes  ". Por causa dos diferentes dialetos de Ahtna muitas pessoas pronunciam as mesmas palavras de forma diferente.

### Temas de Verbo
Verbos são principalmente prefixados. Geralmente, existem seis ou mais prefixos antes do radical e, em seguida, um ou mais sufixos. (1a) exibe uma forma de superfície na ortografia Ahtna enquanto (1b) é o tema verbo. Três prefixos estão presentes que precisam ser listados com o tronco para formar o formulário. Qualquer coisa adjacente num tema verbo pode ser separado por morfemas na superfície das formas. Verb themes display what elements should be listed in a dictionary for a speaker to be able to reconstruct the verb. '#' displays an important word-internal boundary known as a disjunct boundary. '+' indicates a morpheme boundary.
(1) a. Tadeldlo’
"A água é borbulhante" (forma de superfície)
b. ta #    d+    l+     dlok’
dentro água # qualificador+ classificador  'riso'
(Listagem lexical: tema verbo)
Na língua de Ahtna, o verbo tipicamente vai depois do substantivo.

### Modificação de verbo
Os modificadores geralmente vão depois do substantivo que ele está modificando no idioma Ahtna. Smelcer (1998) fornece este exemplo em seu Ahtna Language Dictionary: "como na palavra para Raven (a divindade, figura trapaceira), que em Ahtna se chama Saghani Ggaay (literalmente" Pequeno Corvo "). Saghani é um substantivo para a palavra para as espécies de corvo (Corax corax), enquanto ggaay significa “pequeno”. Assim, a sintaxe é realmente expressa como “Raven little”. Considerar outras palavras como nen ten, a palavra para permafrost (literalmente “solo congelado”). A palavra nen significa “terra ou terra”, o modificador dez significa “congelado”. Assim, a sintaxe é “Terra congelada”. Outros exemplos incluem a palavra para Denali / Mt. McKinley, que é Dghelaay Ce'e (literalmente A palavra dghelaay significa “montanha”, enquanto Ce'e significa “grande, maior ou maior”). Assim, a sintaxe é “Montanha Maior”. Outro exemplo usando ce'e é o nome do lugar para o Lago. Susitna, que é Ben Ce'e (literalmente "grande lago"). Neste caso, o substantivo ben é um termo geral que significa lago modificado pela palavra para  a‘grande ou grande.’

## Fonologia
As línguas atabascanas são basicamente prefixadas. Muitos prefixos são apresentados juntos. Há uma sufixação limitada e muitas vezes uma palavra tem tanto significado quanto uma sentença em inglês. Os verbos são muito complexos, portanto, criando muitos significados diferentes ou novos verbos. Alguns verbos incluem princípios sintáticos além e / ou substituição de princípios morfológicos ao construir uma palavra.

### Consoantes
Esta tabela está na ortografia prática Kari e mostra a fonologia das consoantes. Foi tirada da obra Ahtna Athabaskan Dictionary.
|           |          | Labial  | Alveolar | Lateral   | Alveo- palatal | Frontal Velar | Posterior Velar | Glotal |
| --------- | -------- | ------- | -------- | --------- | -------------- | ------------- | --------------- | ------ |
| Oclusiva  | Plana    | b [p]   | d [t]    | dl [tɬ]   | dz [ts]        | g [k]         | gg [q]          | ' [ʔ]  |
| Oclusiva  | Aspirada | p [pʰ]  | t [tʰ]   | tl [tɬʰ]  | ts [tsʰ]       | c [kʰ]        | k [qʰ]          |        |
| Oclusiva  | Ejetiva  |         | t' [tʼ]  | tl' [tɬʼ] | ts' [tsʼ]      | c' [kʼ]       | k' [qʼ]         |        |
| Fricativa | Sonora   | v [v]   |          | l [l]     | z [z]          | y [ɣ]         | gh [ʁ]          |        |
| Fricativa | Lênis    | hw [hʷ] |          | ł [ɬ]     | s [s]          | yh [x]        | x [χ]           | h [h]  |
| Nasal     |          | m [m]   | n [n]    |           |                | ng [ŋ]        |                 |        |

### Vogais
Esta tabela está na ortografia prática Kari e mostra a fonologia das vogais. Foi tirada da obra Ahtna Athabaskan Dictionary.
|         | Long    | Long      | Short   | Short     |
|         | Frontal | Posterior | Frontal | Posterior |
| ------- | ------- | --------- | ------- | --------- |
| Fechada | ii [iː] | uu [uː]   | i [ɪ]   | u [ʊ]     |
| Medial  |         | oo [oː]   | e [ɛ]   | o [ɔ]     |
| Aberta  | ae [æ]  | aa [ɑː]   | a [ɐ]   |           |